# Zwergenklau im Vorarlberger Wahlkampf
Der Zwergenklau im Vorarlberger Wahlkampf ereignete sich vor der Landtagswahl in Vorarlberg 2014. Das Verschwinden von 2 % der als „Wahlkampfhelfer“ für die SPÖ eingesetzten Gartenzwerge löste ein kurzfristiges Medienecho mit internationaler Berichterstattung aus.

## Ausgangslage

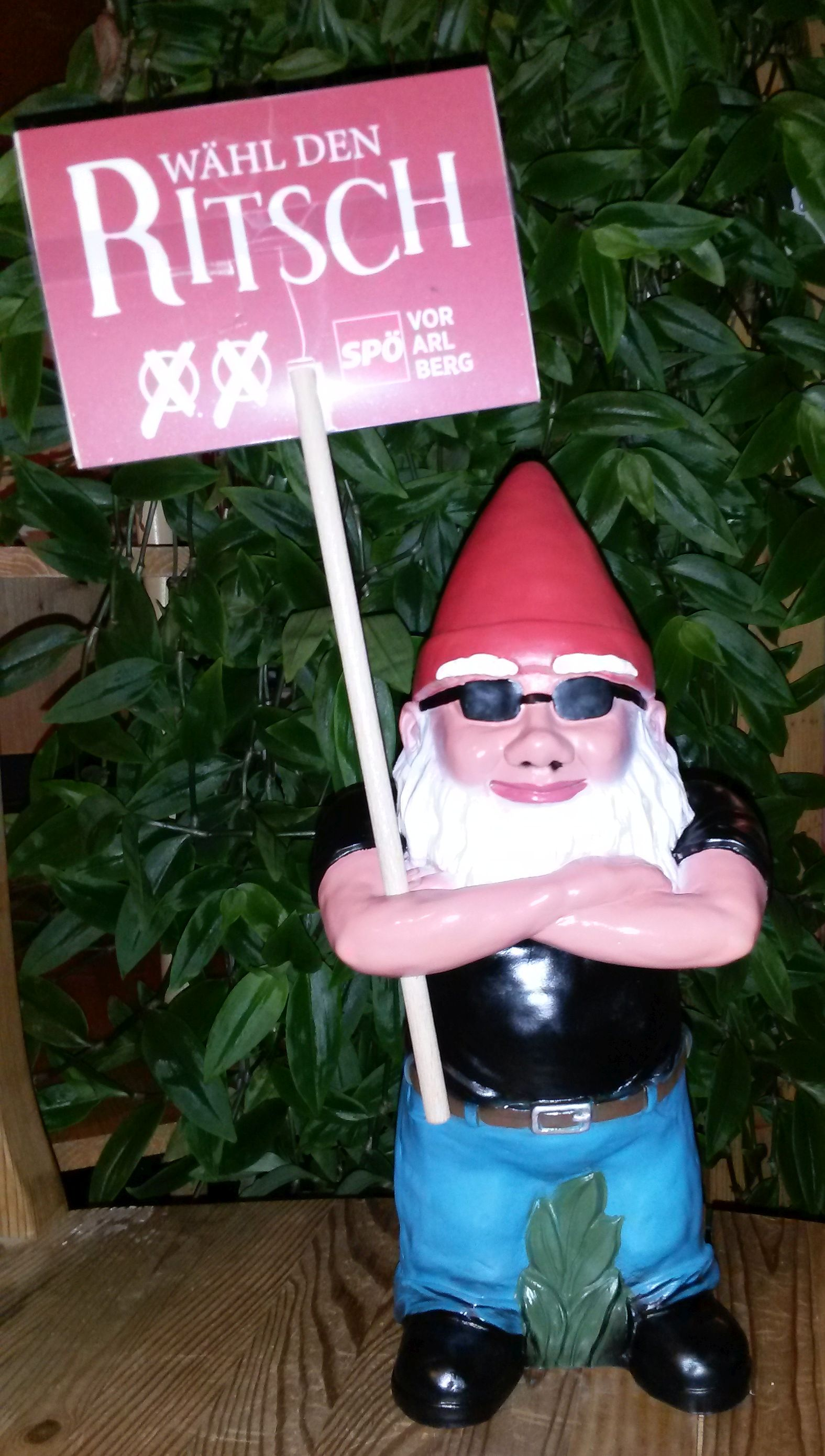
Das Corpus Delicti

Vor der Landtagswahl beschloss die SPÖ Vorarlberg, anstelle von Wahlkampfplakaten 1.000 Gartenzwerge im Land aufzustellen. Sie bestellte insgesamt 20.000 Exemplare. Die nicht aufgestellten Figuren sollten an die Wähler verteilt werden. Die als Coolman bezeichneten Zwerge mit dunkler Sonnenbrille tragen kleine Schilder mit Wahlkampfbotschaften. Laut Michael Ritsch, dem Spitzenkandidaten und Parteivorsitzenden der Vorarlberger SPÖ, wurde die Zwergensymbolik bewusst gewählt. Der Zwerg sei „der erste Hackler, der erste Sozialdemokrat“ gewesen, zudem werde selbstironisch auf die Bedeutung der Vorarlberger SPÖ – 2009 erhielt sie nur 10,02 % der Stimmen – angespielt.
Die Zwerge haben einen Gesamtwert von 140.000 Euro.

## Vorfall
Ende August 2014 gab die SPÖ Vorarlberg bekannt, dass zwischen Rankweil und Bregenz 400 Zwerge vermisst würden. SPÖ-Landesgeschäftsführer Reinhold Einwallner erklärte, dass man einzelne Gartenzwerge mit nach Hause nehmen dürfe, jedoch nicht gleich 400 Stück. Er vermutete die Vorarlberger Volkspartei hinter der Entwendung der Gartenzwerge. Deren Landesgeschäftsführer Dietmar Wetz wies diese Vorwürfe entschieden zurück.
Anhänger der SPÖ beobachteten kurze Zeit später vier Männer – einer davon sei Gemeinderat einer ÖVP-nahen Bürgerliste – beim Abtransport einiger Zwerge und brachten bei der Polizei eine Anzeige wegen Diebstahls ein. Am 12. September 2014 wurde das Verfahren von der Vorarlberger Staatsanwaltschaft eingestellt da „der Vorsatz des Diebstahls aus tatsächlichen Gründen nicht nachweisbar“ war.

## Medienecho
Die Affäre um die verschwundenen SPÖ-Zwerge war zunächst nur von regionalem Interesse. Österreichweit berichtete orf.at, das Internetangebot des österreichischen Rundfunks, und die Vorarlberger Nachrichten. International wurden die Gartenzwerge am 24. August ein Thema. Die BBC berichtete unter der Überschrift „Austrian party rues disappearance of 400 garden gnomes“. Danach folgten weitere britische Medien. Über die Nachrichtenagentur Associated Press erreichte die Story die US-Medien. Die Washington Post aus Washington, D.C. veröffentlichte am 26. August den Artikel „400 gnomes disappeared in Austria, and it’s causing a political scandal“. Auch die CBC/Radio-Canada berichtete am 25. August unter dem Titel „Garden gnome alert: 400 missing in Austria“ über den Vorfall. Auch in Deutschland wurde von „Zwergen-Aufstand in Österreich“ (SWR3) berichtet und in Serbien.
Liste ausgewählter Print- und Online-Medien, welche über den „Zwergenklau“ vom 24. August 2014 bis 12. September 2014 berichteten:

### 24. August 2014
- BBC – Austrian party rues disappearance of 400 garden gnomes[6]
- Der Standard – 400 Zwerge der SPÖ in Vorarlberg verschwunden[7]
- Kronen Zeitung – Vorarlberger SPÖ vermisst ihre Wahl-Gartenzwerge[8]

### 25. August 2014
- The Independent – Political row on Austria's gnome front as campaigning decorations go missing[9]
- Vorarlberger Nachrichten Online – BBC News Europe berichtet über SPÖ-Zwergenklau in Vorarlberg[10]
- Breitbart – REWARD FOR MISSING GNOMES[11]
- Hypervocal – 400 Gnomes Stolen in Possible Political Plot[12]
- Kleine Zeitung – Zwergenklau erbost die SPÖ[13]
- CBC News – 400 missing in Austria[14]
- WESA (Pittsburgh's NPR News Station) – Austria's Social Democrat Party Wants Its Gnomes Back[15]
- The Local – Gnome-napping spree shocks Austria's SPÖ[16]

### 26. August 2014
- Ausztriai munkák (Ungarn) – Ausztriai választás: ellopták a szocialisták lámpaoszlopokra kötözött kerti törpéit[17]
- The Scotsman (Scotsman Sunday) – Austrian politicians hit out over missing gnomes[18]
- The Washington Post – 400 gnomes disappeared in Austria, and it’s causing a political scandal[19]
- METRO – The great gnome robbery: Political rivals blamed for stealing 400 garden gnomes in Austria[20]
- metronews (Frankreich) – Qui a kidnappé 400 nains de jardin en Autriche ?[21]
- Salzburg24 – SPÖ-Zwerge in Vorarlberg bleiben verschwunden[22]
- WTSP 10 News – 400 garden gnomes missing in Austria[23]
- The Wire – 400 Gnomes Have Gone Missing in Austria[24]

### 27. August 2014
- The Sydney Morning Herald – Gnome disappearance in Austria causes political scandal[25]
- La Patilla – Secuestro de 400 enanos sacude la política austríaca[26]
- Libero Quotidiano – Giallo in Austria: rapiti 400 comunisti. Tutti nani[27]
- Bild – Polit-Posse um 400 verschwundene Gartenzwerge[28]
- libreprensa.com – Gnome disappearance in Austria causes political scandal[29]
- The Canberra Times – Gnome disappearance in Austria causes political scandal[30]
- The Atlanta Journal-Constitution – Mass gnome theft mystifies political party[31]
- Montevideo Portal – Se andan con chiquitos[32]
- Die Presse – „Gnomes and politics“: SPÖ-Zwerge machen weltweit Schlagzeilen[33]
- 444 (Ungarn) – Ausztriában eltűnt 400 kerti törpe, politikai botrány lett belőle[34]
- SWR3 – Zwergen-Aufstand in Österreich[35]

### 28. August 2014
- South China Morning Post – Austrian political party blames rivals as 400 gnomes vanish before election[36]
- dirigida.com.br (Brasilien) – El robo de enanos de jardín 'revoluciona' Austria[37]
- El Mundo – El inaudito robo de 400 enanos de jardín de los socialdemócratas austriacos[38]
- El País – Un misterioso secuestro de enanos de jardín sacude la política austríaca[39]
- EL NORTE DE CASTILLA – 1.000 euros de recompensa por 400 enanos de jardín[40]
- Indicepr – Gnomos de jardín en guerra política[41]
- Schwäbische Zeitung – Wenn-Zwerge-wahlkaempfen-_arid,10074695.html Wenn Zwerge wahlkämpfen[42]
- La Mendiga Politica – Robo de gnomos, escándalo electoral en Austria[43]
- SWR – Zwergeklau löst Ermittlungen aus[44]

### 29. August 2014
- deia.com (Editorial Iparraguirre, S.A.) – A la política austriaca le crecen los enanos[45]
- Gepnarancs (Ungarn) – A TÖRPÖK TITKA[46]
- La Hora (Consorcio Periodístico de Chile S.A.) – Disputa política por robo de duendes en Austria[47]
- Neue Zürcher Zeitung – Dreister Entführungsfall in Vorarlberg[48]

### 30. August 2014
- Kurir (Serbien) – STIGLI DO SRBIJE: Pomoć poplavljenima od sedam patuljaka![49]
- Noticias de Gipuzkoa (Navarra) – A la política austríaca le crecen los enanos[50]

### 31. August 2014
- El Periódico de Aragón – A la caza del gnomo[51]
- La Nación (Costa Rica) – Nota curiosa: la maniobra política del robo de enanos de jardín[52]

### 4. September 2014
- Wiener Zeitung – Mit Zwergenkraft gegen den Untergang[53]

### 12. September 2014
- derStandard.at – Vorarlberg: Verfahren wegen verschwundener SPÖ-Zwerge eingestellt[4]

## Daten eines Zwerges
Der als „Wahlkampfhelfer“ adaptierte Gartenzwerg ist ein Serienprodukt der ESC art GmbH in Neustadt bei Coburg (Landkreis Coburg) und wird unter dem Namen „Der Coole“ vertrieben. Der Zwerg ist 360 mm groß, etwa 180 mm breit und wiegt etwa 500 Gramm (ohne Wahlwerbetafel). Mit der Wahlwerbetafel ist der Zwerg etwa 490 mm hoch. Er besteht aus Kunststoff.